# Gymnogeophagus missioneiro
Gymnogeophagus missioneiro es una especie de pez de agua dulce que integra el género Gymnogeophagus, de la familia de los cíclidos. Habita en el centro-este de América del Sur.

## Taxonomía
Esta especie fue descrita originalmente en el año 2015 por los ictiólogos Luiz Roberto Malabarba, Maria Claudia de Souza Lima Malabarba y Roberto Esser dos Reis.
Pertenece al clado denominado Gymnogeophagus grupo gymnogenys.

## Distribución geográfica
Se distribuye en el sur del Brasil; habita en cursos fluviales subtropicales de la cuenca del río Uruguay, perteneciente a la cuenca del Plata.